# El Nacimiento (Jalisco)
El Nacimiento es una localidad del estado mexicano de Jalisco. Es parte del municipio de Atotonilco el Alto.

## Demografía
| Gráfica de evolución demográfica |
|                                  |

| Censo | Población |
| ----- | --------- |
| 1900  | 658       |
| 1910  | 624       |
| 1921  | 404       |
| 1930  | 164       |
| 1940  | 66        |
| 1950  | 42        |
| 1960  | 37        |
| 1970  | 260       |
| 1980  | 339       |
| 1990  | 580       |
| 2000  | 1 346     |
| 2010  | 1 898     |
| 2020  | 2 044     |